# Michel Portal
Michel Portal (Baiona, 25 de novembre de 1935) és un clarinetista, saxofonista, bandoneonista i compositor francès. Toca tant jazz com música clàssica i és considerat "un dels arquitectes del jazz europeu modern".

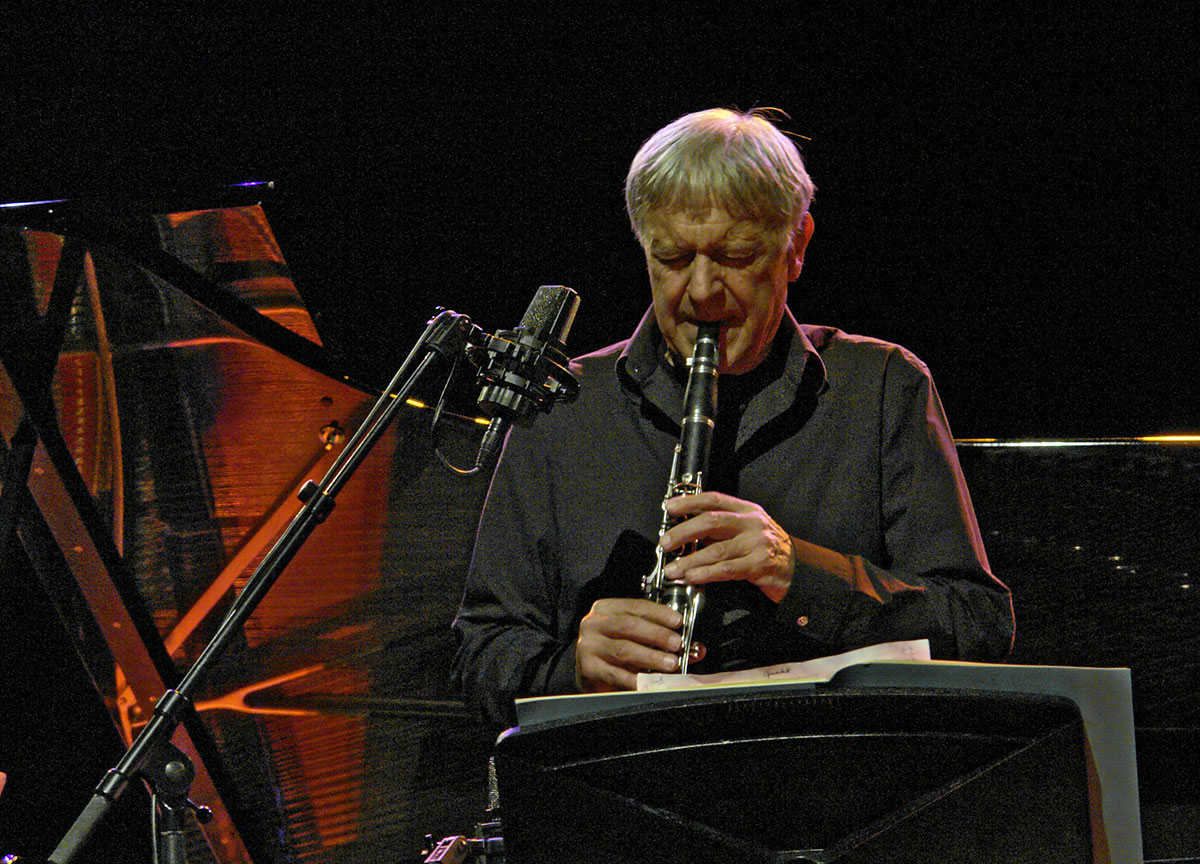
Michel Portal a Brugge, el 2006.

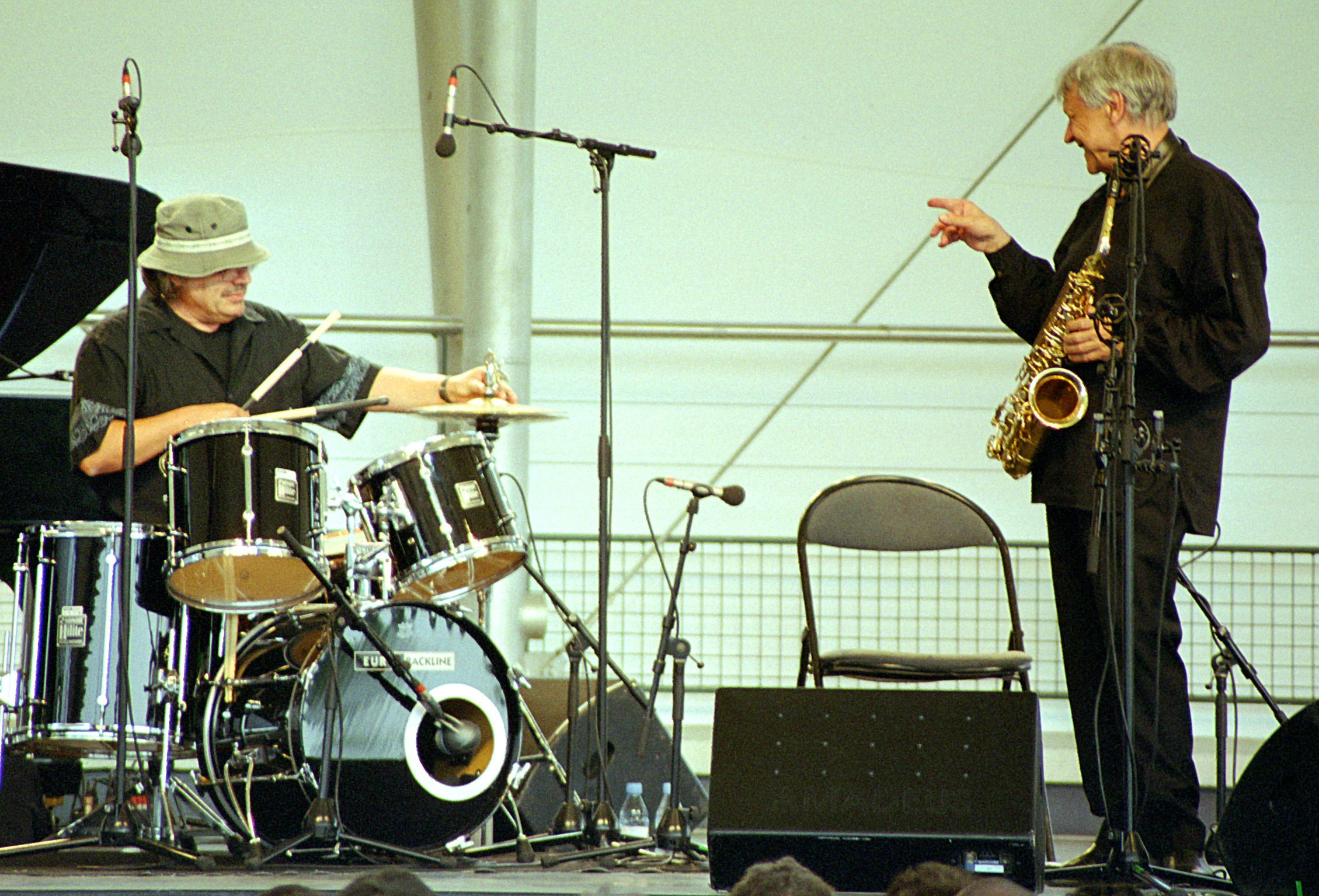
Amb Bernard Lubat al Festival de Jazz de París (Parc floral de París).2002.

## Primers anys
Portal va néixer a Baiona el 27 de novembre de 1935. La seva família era musical i hi havia diversos instruments a casa seva quan era gran. El seu interès en jazz va començar després d'escoltar-lo a la ràdio després de la Segona Guerra Mundial. Va estudiar clarinet al Conservatoire de Paris i direcció amb Pierre Dervaux.
Portal "va adquirir experiència en música lleugera amb els líders de la banda Henri Rossotti i (a Espanya el 1958) Pérez Prado, així com amb el bateria Benny Bennett (1960), Raymond Fonsèque (1963), Aimé Barelli, i, durant molts anys, el cantant Claude Nougaro". Portal va ser cofundador del grup free improvisation New Phonic Art. Durant 1969, Portal va tocar en una gravació de Aus den sieben Tagen de Karlheinz Stockhausen.
Portal va començar a escriure música per a pel·lícules als anys 80. Ha guanyat tres vegades el César a la millor música original.

## Carrera
La seva formació musical va ser totalment clàssica, especialitzant-se en el clarinet, amb repertori de Mozart i Alban Berg, entre d'altres. No obstant això sempre havia mantingut una clara relació amb la música folklòrica del País Basc francès i el jazz. Convertit en un dels solistas preferits dels compositors contemporanis (Pierre Boulez, Stockhausen, etc), a partir de 1971, forma un grup experimental i obert, el Michel Portal Unit, amb el qual s'endinsa definitivament en el camp de la improvisació i el jazz.
Al llarg d'aquesta dècada, toca amb Martial Solal, Daniel Humair, Jack DeJohnette o John Surman, sense deixar de mantenir el seu propi Unit. En les dècades següents, i fins avui mateix, Portal actua com a freelance, organitzant les seves pròpies gravacions i compartint escenari amb músics de tota mena, sent especialment valorats els seus treballs amb Richard Galliano i Albert Mangelsdorff. També ha compost música per a un gran nombre de films.

## Estil
Portal ocupa un lloc especial i peculiar dins del panorama del jazz europeu. El seu reconeixement sense tatxa pel món de la música clàssica i pel de el cinema (posseeix tres "Premis César"), li han permès adoptar una posició selectiva i sense pressió del mercat. Per això, la seva música es desenvolupa des d'un concepte de la improvisació inquieta, la invenció i la fantasia, sense regles preconcebudes. El jazz no és per a ell més que un estil entre altres: el seu objectiu és reinventar la música.

## Discografia

### Com a solista
- Our Meanings and Our Feelings (Pathe, 1969)
- Alors!!! (Futura, 1970)
- Splendid Yzlment (CBS, 1972)
- A Chateauvallon: No, No But It May Be (Le Chant Du Monde, 1973)
- Sonates Pour Clarinette et Piano, Op. 120 (Harmonia Mundi, 1977)
- Dejarme Solo! (Cy, 1979)
- Arrivederci Le Chouartse (Hat Hut, 1981)
- L'ombre Rouge (Saravah, 1981)
- Men's Land (Label Bleu, 1987)
- Turbulence (Harmonia Mundi, 1987)
- Concerto Pour Clarinette (Harmonia Mundi, 1989)
- Any Way (Label Bleu, 1993)
- Musiques De Cinemas (Label Bleu, 1995)
- Dockings (Label Bleu, 1998)
- Rencontre Duos Pour Clarinette (EMI, 1998)
- Fast Mood (BMG, 1999)
- Burundi (PAO, 2000)
- Minneapolis (Universal, 2000)
- Minneapolis We Insist! (Universal, 2002)
- Concerts (Dreyfus, 2004)
- Birdwatcher (Sunnyside, 2007)
- Bailador (Classics, 2010)
- Radar (Intuition, 2016)
- Eternal Stories (Erato, 2017)
- MP85 (Label Bleu, 2021)

### Com acompanyant
Amb Barbara
- Barbara No. 2 (Philips, 1965)
- Le Soleil Noir (Philips, 1968)
- Barbara Chante Barbara (Philips, 1978)
- L'aigle Noir (Philips, 1981)

Amb Richard Galliano
- Laurita (Dreyfus, 1995)
- Blow Up (Dreyfus, 1997)
- French Touch (Dreyfus, 1998)
- Concerts Inedits (Dreyfus, 1999)

Amb Laurent Korcia
- Danses (Naive, 2004)
- Doubles Jeux (Naive, 2006)
- Laurent Korcia (Naive, 2008)

Amb altres
- Susanne Abbuehl, Compass (ECM, 2006)
- Jean-Louis Agobet, Generation Feuermann Ritratto Concertante Phonal (Timpani, 2005)
- Gilbert Amy, Shin Anim Sha Ananim (Erato, 1987)
- Luciano Berio, Musique Vivant Laborintus 2 Per Voci, Strumenti E Registrazione (Arcophon, 1969)
- Michel Beroff, The Five Piano Concertos/Overture On Hebrew Themes (EMI, 1988)
- Claude Bolling, Jazzgang Amadeus Mozart (Philips, 1965)
- Pierre Boulez, Musique Vivante, Diego Masson Domaines (Harmonia Mundi, 1971)
- Michel Colombier, Wings (A&M, 1971)
- Thomas Dutronc, Frenchy (Blue Note, 2020)
- Serge Gainsbourg, Gainsbourg Percussions (Philips, 1964)
- Jef Gilson, Enfin! (L'Echiquier, 1964)
- Jef Gilson, Jef Gilson a Gaveau (SFP, 1965)
- Michel Hausser, Holiday for Vibes and Cembalet (Columbia, 1964)
- Antoine Herve, Road Movie (Nocturne, 2006)
- Andre Hodeir, Anna Livia Plurabelle (Philips, 1966)
- Daniel Humair, 9–11 pm Town Hall (Label Bleu, 1988)
- Daniel Humair, Quatre Fois Trois (Label Bleu, 1997)
- Mauricio Kagel, Exotica (Deutsche Grammophon, 1972)
- Gidon Kremer & Piazzolla, Hommage a Piazzolla (Nonesuch, 1996)
- Sylvain Luc, Joko (Dreyfus, 2006)
- Pierre Michelot, Round About A Bass (Mercury, 1963)
- Ibrahim Maalouf, 10 Ans de Live! (Mi'ster, 2016)
- Sunny Murray, Sunny Murray (Shandar, 1971)
- Claude Nougaro, Claude Nougaro (Philips, 1966)
- Bernard Parmegiani, Pop'eclectic (Plate Lunch, 1999)
- Vincent Peirani, Thrill Box (ACT, 2013)
- Jean-Luc Ponty, Jazz Long Playing (Philips, 1964)
- Jean Luc Ponty, La Sorcellerie a Travers Les Ages/Gravenstein (Communication, 1977)
- Francis Poulenc, Sonatas (EMI, 1973)
- Raimon, Raimon (Fonomusic 1992)
- Raimon, T'Adones Amic...? (Le Chant Du Monde, 1974)
- Pascal Roge, Chamber Music (Decca, 1989)
- Aldo Romano, Il Piacere (Owl, 1979)
- Alan Silva, Seasons (BYG, 1971)
- Jacky Terrasson, Gouache (Universal, 2012)
- Henri Texier, An Indian's Week (Label Bleu, 1993)
- Francois Tusques, Free Jazz (Mouloudji, 1965)
- Vienna Art Orchestra, All That Strauss (TCB, 2000)
- Miroslav Vitous, Remembering Weather Report (ECM, 2009)

## Premis musicals
- 1983 : César a la millor música per Le Retour de Martin Guerre de Daniel Vigne
- 1985 : César a la millor música per Les Cavaliers de l'orage de Gérard Vergez
- 1986 : nominació al César a la millor música per Bras de fer de Gérard Vergez
- 1988 : César a la millor música per Champ d'honneur de Jean-Pierre Denis
- 1990 : 7 d'or a la millor música per L'Ami Giono : Onorato i L'Ami Giono : Ivan Ivanovitch Kossiakoff
- 1995 : 7 d'or a la millor música per Eugénie Grandet